# Tony Greaves
Pour les articles homonymes, voir Greaves.
Anthony Robert Greaves, baron Greaves (27 juillet 1942-23 mars 2021) est un homme politique britannique et un pair à vie siégeant comme libéral démocrate à la Chambre des lords.

## Éducation et début de carrière
Greaves est né à Bradford, dans le Yorkshire. Il fait ses études à la Queen Elizabeth Grammar School de Wakefield avant de fréquenter le Hertford College d'Oxford, où il obtient un BA en géographie,. Après avoir déménagé dans le nord-ouest, il devient membre du Lancashire County Council pendant 25 ans, et également conseiller local au Colne Borough Council puis au Pendle Borough Council, où il siège jusqu'à sa mort.
Greaves est l'auteur d'une motion à l'Assemblée libérale en 1970 qui engageait le Parti libéral à faire de la politique communautaire.

## Chambre des lords
Greaves est créé pair à vie le 4 mai 2000 en tant que baron Greaves, de Pendle dans le comté de Lancashire. Il est un partisan du libéralisme social, et s'oppose officiellement à certaines des réformes apportées à son parti par Menzies Campbell et Nick Clegg.
Greaves est décédé à son domicile de Trawden, Lancashire, le 23 mars 2021, à l'âge de 78 ans. Sa mort est soudaine: il a prononcé son dernier discours aux Lords moins d'une semaine auparavant.